# Semgallen
Zemgale, også kendt under det latiniserede navn Semgallen, Semigalia eller Semigallia (lettisk: Zemgale, litauisk: Žiemgala, ẑemaitisk: Žemgalė, livisk: Zemgāl, tysk: Semgallen, polsk: Semigalia) er en af fire landsdele i Letland. Zemgale ligger i midten af den sydlige del af Letland og grænser op til de historiske landsdele Selonia, Žemaitija, Kurland og Livland. Landsdelen er hovedsagelig flad. Lielupe er den vigtigste flod efter Daugava. Den største by er Jelgava, den tidligere hovedstad for Hertugdømmet Kurland og Semgallen. Regionen består af byen Jelgava samt kommunerne Auce, Baldone, Dobele, Engure, Iecava, Jaunpils, Jelgava, Ozolnieki, Pilsrundāle, Tērvete, Tukums og Vecumnieki. Mellem 1795 og 1918 indgik Zemgale i guvernementet Kurland og blev sammen med dette område en del af Letland efter 1. verdenskrig.

## Historie
I Letland har Zemgale status som et af fem historiske og kulturelle områder i Letland. Landsdelen er opkaldt efter den baltiske stamme zemgalerne. Siden 1200-tallet er Selonia blevet blevet betragtet som en del af Zemgale og er i dag den østlige del af valgkredsen Zemgale. Selonia er opkaldt efter den baltiske stamme selerne. Traditionelt var Selonia også en del af det nordøstlige Litauen.